# Ассаурово
Ассау́рово (рос. Ассаурово) — присілок у складі Дмитровського міського округу Московської області, Росія.

## Населення
Населення — 75 осіб (2010; 58 у 2002).
Національний склад (станом на 2002 рік):
- росіяни — 96 %